# دانشگاه تنسی در مارتین
دانشگاه تنسی در مارتین (به انگلیسی: University of Tennessee at Martin) دانشگاهی عمومی در ایالت تنسی است که بیش از ۷۰۰۰ دانشجو در آن مشغول به تحصیل هستند. این دانشگاه در یک ساعتی شمال شهر ممفیس قرار دارد.

## جستارهای دیگر
- آیوی لیگ
- لیگ آیوی عمومی
- انجمن دانشگاه‌های آمریکایی